# Mario Rodríguez (football, 1981)
Pour les articles homonymes, voir Mario Rodríguez (homonymie) et Rodríguez.
Mario Rafael Rodríguez Rodríguez, ou simplement Mario Rodríguez, né le 14 septembre 1981 à Guatemala City au Guatemala, est un footballeur international guatémaltèque, qui jouait en tant qu'attaquant. 
Il compte 79 sélections et 10 buts en équipe nationale entre 2003 et 2013. Depuis 2014, il joue pour le club guatémaltèque de l'Antigua GFC.

## Biographie

### Sélection
Mario Rodríguez est convoqué pour la première fois par le sélectionneur national Julio César Cortés pour un match amical face au Salvador le 19 janvier 2003 (0-0). Le 8 juin 2005 contre le Costa Rica, il marque son premier but en sélection (défaite 3-2). Il reçoit sa dernière sélection le 6 février 2013 face à la Colombie (défaite 4-1).
Il dispute deux Gold Cup (en 2003 et 2007). 
Il compte 79 sélections et 10 buts avec l'équipe du Guatemala entre 2003 et 2013. 

## Palmarès
- Avec le CSD Comunicaciones :
  - Champion du Guatemala en 2002 (A) et 2003 (C)

- Avec le CSD Municipal :
  - Champion du Guatemala en 2004 (A), 2005 (C), 2008 (C), 2010 (C), 2010 (A) et 2011 (C)